# 春の雪 (映画)
『春の雪』（はるのゆき）は、2005年（平成17年）10月29日に全国東宝洋画系にて公開された日本映画。惹句は、「永遠を約束されたはずのふたりに、その悲劇は静かに訪れる…」である。興行収入は12億7000万円。第29回日本アカデミー賞に各部門多数ノミネートされ、 第18回東京国際映画祭、第10回釜山国際映画祭でも上映された。

## 概要
原作は三島由紀夫の長編小説『豊饒の海』4部作の第1部にあたる同名小説『春の雪』。小説は1965年（昭和40年）9月から1967年（昭和42年）1月にかけ月刊文芸雑誌『新潮』に連載発表後、1969年（昭和44年）1月に新潮社より単行本刊行されたもの。1970年（昭和45年）2月に吉永小百合と市川海老蔵（十二代目市川團十郎）主演でテレビドラマ化もされ、1969年（昭和44年）9月には市川染五郎（現・二代目松本白鸚）と佐久間良子主演で舞台化されている。映画化は行定勲監督の本作が初めてであった。
行定監督は、三島由紀夫と縁深い美輪明宏に完成した映画『春の雪』を逸早く見せた。行定は美輪による評価を恐れていたが絶賛され、何よりもそれが一番嬉しかったと述べている。
月修寺門跡を演じた若尾文子にとって18年ぶりの映画出演だった。若尾文子は三島と『からっ風野郎』（1960年封切）で共演したが、『春の雪』を企画した藤井浩明は、月修寺門跡の役は若尾しかないと決めていた。

## 撮影現場
月修寺の場面は、奈良の圓照寺でロケが行われたが、映画で演出された寺の前の階段のところだけは、滋賀県の寺で撮影された。各所の撮影では三島原作の映画撮影だと言うと、すぐに許可が出たという。清顕が血を吐く場面のために、妻夫木聡は何度も煙草を吸って役作りした。
雪見に出て行くところは駒場で撮影された。冒頭の松枝邸の庭は香川県高松市の栗林公園で撮影し、邸はCGにしている。朱塗りの社殿は千葉県の神社で撮影された。松林から見える大仏はCGとなっている。帝劇の場面は、上野の東京国立博物館が使用された。人力車は、まだゴムタイヤのない時代の木の俥を調達している。

## ストーリー
時代は大正初期、まだ日本に華族や爵位の残る時代。
幼馴染の侯爵家の一人息子・松枝清顕（妻夫木聡）と伯爵家の一人娘・綾倉聡子（竹内結子）は、実は両思いながらも上手く愛情を表現出来ずにいた。そんな中、聡子は宮家の子息・洞院宮治典王（及川光博）に求婚される。それは断ることなど許されないものであった。聡子は手紙を出し、清顕の気持ちを何度も確かめようとするが、不器用な愛情表現しかできない清顕はそれを読まずに突き放す態度をとってしまう。失望した聡子は洞院宮治典王との縁談を受け入れる決意をする。
もはや聡子が自分のものにはならないと知った清顕はようやく聡子への深い愛に気づくが、それは皮肉にも聡子の結婚に勅許が下りた後であった。しかし清顕は諦めきれず、聡子の愛を取り戻したいとひたすら願う。清顕への愛を諦めていた聡子も彼との密会を受け入れ、二人は激しく愛し合う。しかしそれはつかの間の禁断の愛であった。やがて聡子は妊娠するが、お互いの両親に二人の秘密が知れ、聡子の中絶は隠密に処理された。聡子の苦しみは深く、奈良の門跡寺院・月修寺で門跡（聡子の大伯母）に頼んで出家する。そのため洞院宮治典王との結婚は聡子の精神疾患を理由に取り止めとなった。
出家した聡子に一目会おうと清顕は、春の雪の降る中、寺に行くが門前払いで会えない。なおも清顕は聡子との面会を希望するが、聡子はそれを拒絶する。そして、雪中で待ち続けたことが原因で、清顕は20歳の若さで亡くなる。清顕が見ていた夢の中の蝶が滝の下で二羽飛んでいく。

## キャスト
- 松枝 清顕（まつがえ きよあき） - 妻夫木聡
  - 幼少の清顕 - 小堀陽貴
- 綾倉 聡子（あやくら さとこ） - 竹内結子
  - 幼少の聡子 - 志田未来
- 本多 繁邦（ほんだ しげくに） - 高岡蒼佑
- 洞院宮治典王殿下（とういんのみや はるのりおう でんか） - 及川光博
- 松枝 侯爵（まつがえ こうしゃく） - 榎木孝明
- 松枝 侯爵夫人（まつがえ こうしゃくふじん） - 真野響子
- 綾倉 伯爵（あやくら はくしゃく） - 石丸謙二郎
- 綾倉 伯爵夫人（あやくら はくしゃくふじん） - 宮崎美子
- 綾倉家侍女・蓼科（あやくらけじじょ・たでしな） - 大楠道代
- 松枝 清顕の祖母 - 岸田今日子
- 松枝家の執事・山田（しつじ・やまだ） - 田口トモロヲ
- 洞院宮治久王殿下（とういんのみや はるひさおう でんか） - 山本圭
- 洞院宮妃殿下（とういんのみや ひでんか） - 高畑淳子
- 洞院宮家別当（とういんのみやけ べっとう） - 中原丈雄
- 北崎玲吉（きたざき れいきち） - 石橋蓮司
- 月修寺 門跡（げっしゅうじ もんぜき） - 若尾文子
- バッタナディド殿下（ばったなでぃど でんか） - SWINIT PAKJAMAWAT
- クリッサダ殿下（くりっさだ でんか） - ANUCHYD SAPANGPHONG
- 松枝家の女中・みね（じょちゅう・みね） - 田中千絵
- 月修寺一老（げっしゅうじ いちろう） - 三谷侑未
- 奈良の宿人（ならのしゅくにん） - 徳井優

## スタッフ
- 監督：行定勲
- 原作：三島由紀夫『春の雪』（豊饒の海・第一巻）新潮文庫
- 脚本：伊藤ちひろ、佐藤信介
- 企画：藤井浩明、三島威一郎（本名：平岡威一郎。三島由紀夫の長男）
- プロデューサー：市川南・臼井裕詞・春名慶・甘木モリオ
- 撮影：李屏賓
- 撮影補：福本淳
- 照明：中村裕樹
- 録音：伊藤裕規
- 編集：今井剛
- 美術：山口修
- 衣裳デザイン：伊藤佐智子
- 音楽：岩代太郎
- 音楽プロデューサー：北原京子
- 助監督：川口浩史
- 製作プロダクション：東宝映画・シネバザール
- 製作：「春の雪」製作委員会・富山省吾
- 製作統括：島谷能成、亀山千広、堀義貴、細野義朗、安永義郎
  - 東宝・フジテレビジョン・ホリプロ・S・D・P・博報堂DYメディアパートナーズ
- 配給：東宝

### 主題歌
- 宇多田ヒカル「Be My Last」（Virgin Records）

## 受賞
- 第29回日本アカデミー賞
  - 優秀主演男優賞：妻夫木聡
  - 優秀主演女優賞：竹内結子
  - 優秀助演女優賞：大楠道代
  - 優秀音楽賞：岩代太郎
  - 優秀撮影賞：李屏賓
  - 優秀照明賞：中村裕樹
  - 優秀美術賞：山口修
  - 優秀録音賞：伊藤裕規
  - 優秀編集賞：今井剛
- 2005年文春きいちご賞第6位

## キネマ旬報での評価
2005年度のキネマ旬報ベストテンの総合順位で第18位となった。